# Stephonyx uncinatus
Stephonyx uncinatus is een vlokreeftensoort uit de familie van de Uristidae. De wetenschappelijke naam van de soort is voor het eerst geldig gepubliceerd in 2007 door Senna & Serejo.